# Tobias Macedo
Tobias Ometto Macedo (Fortaleza, 26 de maio de 1996) é um esquiador alpino brasileiro.
Atualmente mora em Portland, no estado de Oregon.
Aos 10 anos começou a esquiar como diversão e, no ano seguinte, já começou a participar de competições locais.
Tornou-se conhecido por ser o primeiro brasileiro a participar dos Jogos Olímpicos de Inverno da Juventude, sendo um dos dois representantes da delegação brasileira.